# High Court (Namibia)
Der High Court, im lokalen deutschsprachigen Umfeld als Obergericht bezeichnet, ist ein Gericht in Namibia und erste Gerichtsinstanz bei Verfassungsfragen. Es bildet nach dem Supreme Court (Oberstes Gericht) die zweithöchste Instanz des Landes. Das Gericht hat seinen Sitz in der Hauptstadt Windhoek und eine Zweigstelle in Oshakati. 
Es basiert rechtlich auf Paragraph 80 der Verfassung Namibias und der Ausarbeitung in der Government Gazette, Nr. 84 vom 8. Oktober 1990.

## Aufgaben
Das Obergericht befasst sich mit allen zivil- und strafrechtlichen Angelegenheiten sowie Verfassungsfragen für das gesamte Land. Außerdem dient es als Arbeitsgericht für den unmittelbaren Gerichtsbezirk.
Es dient zudem als Appellations- und Berufungsgericht für die untergeordneten Gerichte und verweist an das Oberste Gericht.

## Richter
Das Gericht wird von einem vorsitzenden Richter, mit Stand Juni 2024 Petrus Damaseb als primus inter pares geleitet. Ihm gehören zudem so viele Richter an, wie vom namibischen Präsidenten auf Empfehlung der Judicial Service Commission ernannt werden. Mit Stand Juni 2024 sind es 11 zusätzliche Richter.